# Južnofilipinski jezici
Južnofilipinski jezici Nekadašnja grana malajsko-polinezijskih jezika iz Filipina i jednim predstavnikom iz malezijske države Sabah (iranun). Njezine tri uže skupine danao, manobo i subanun sada čine dio centralnofilipinskih jezika. Obuhvaćala je (23) jezika
a) Danao (3):
a1. Magindanao (1): maguindanao
a2. Maranao-Iranon (2): Iranun, Maranao
b) Manobo (15): 
b1. Centralni (8):
a. istok (3): Dibabawon Manobo, Rajah Kabunsuwan Manobo, Agusan Manobo
b. jug (3):
a. Ata-Tigwa (2): ata manobo, matigsalug manobo.
b. Obo (1): obo manobo
c. zapad (2): zapadni bukidnon manobo, ilianen manobo
c) Subanun jezici Subanun (5): 
a. istočnosubanunski jezici (3): lapuyan subanun, sjeverni subanen, centralni subanen
b. Kalibugan (2): kolibugan subanon, zapadni subanon

## Vanjske poveznice
- Ethnologue (14th)